# Zala Predators 2005
Questa voce raccoglie le informazioni riguardanti gli Zala Predators nelle competizioni ufficiali e amichevoli della stagione 2005.

## Amichevoli
| Teskánd 27 agosto 2005, ore 14:00 | Zala Predators | 0 – 42 (0-14 0-13 0-2 0-13) | Nagykanizsa Demons | Sportpálya (350 spett.) |

| Budapest 24 settembre 2005 | Budapest Wolves 2 | 22 – 15 | Zala Predators | Wolves Stadion (1000 spett.) |

| Budapest 20 novembre 2005 | Budapest Black Knights | 30 – 6 | Zala Predators | Wolves Stadion (200 spett.) |

## Statistiche di squadra
| Competizione | %Vittorie | In casa | In casa | In casa | In casa | In casa | In casa | In trasferta | In trasferta | In trasferta | In trasferta | In trasferta | In trasferta | Totale | Totale | Totale | Totale | Totale | Totale |
| Competizione | %Vittorie | G       | V       | N       | P       | Pf      | Ps      | G            | V            | N            | P            | Pf           | Ps           | G      | V      | N      | P      | Pf     | Ps     |
| ------------ | --------- | ------- | ------- | ------- | ------- | ------- | ------- | ------------ | ------------ | ------------ | ------------ | ------------ | ------------ | ------ | ------ | ------ | ------ | ------ | ------ |
| Amichevoli   | .000      | 1       | 0       | 0       | 1       | 0       | 42      | 2            | 0            | 0            | 2            | 21           | 52           | 3      | 0      | 0      | 3      | 21     | 94     |
| Totale       | .000      | 1       | 0       | 0       | 1       | 0       | 42      | 2            | 0            | 0            | 2            | 21           | 52           | 3      | 0      | 0      | 3      | 21     | 83     |